# کوپینتن-کولونگا
کوپینتن-کولونگا (به لهستانی:  Kupientyn-Kolonia) یک روستا در لهستان است که در گمینا سابنگه واقع شده‌است.